# Смуглянка
„Смуглянка“ (на руски: тъмното момиче, от смуглый – „мургав“; също Смуглянка-Молдаванка) е руска песен, написана през 1940 г. от текстописеца Яков Шведов и композитора Анатолий Григоревич Новиков. Композицията му е поръчана от политуправлението на Киевския специален военен окръг за Окръжното звено за песни и танци, като част от сюита в чест на участника в Гражданската война Григорий Котовски.
Основното намерение на песента е да възхвали жените партизанки от Руската гражданска война. Текстът на песента разказва как певецът среща красиво момиче, докато бере грозде, и се опитва да го съблазни, но младата жена се оказва партизанка, която в крайна сметка убеждава завоевателя на своето сърце да се присъедини към партизанските сили.
Песента първоначално не е била изпълнявана като част от сюита, тъй като е била смятана за твърде лекомислена по стил. През 1940 г. се смята, че песните, композирани за бойни войски, разглеждат теми, въртящи се около победата и отмъщението, но през 1942 г. възприятията за музикалните теми се променят и военните приемат любовните или лиричните песни. Така Новиков решил да издаде преработена версия на оригиналната песен. Тя отново е отхвърлена, докато две години по-късно, през 1944 г., най-накрая е изпълнена в аудиторията „Чайковски“ в Москва от ансамбъл „Александров“, с Николай Устинов като солист. Още от самото начало има успех и произведението е изпълнено още три пъти с признание на публиката. Песента получава голям отзвук отвъд оригиналната си сюита, превръщайки се в символ на тогавашните съветски партизани от Великата отечествена война. Гончарова (2010) заявява, че идеята за младия молдовски партизанин винаги е била поетична фантазия, тъй като според записи от 3000 съветски партизани, действащи в Молдова по това време, само малцина са били етнически молдовци.
Песента е изпълнявана на много езици. Особена популярност добива във филма „На бой отиват само старците“. Други изпълнители са София Ротару, Йосиф Кобзон и Хор на Турецки.